# Terra Branford
Terra o Tina Branford (en la versión japonesa) es un personaje de ficción del videojuego de rol Final Fantasy VI creado por la compañía Square Co. Ltd.
"Una joven misteriosa, controlada por el Imperio, y nacida por el don de la magia"
Terra es la protagonista de FFVI, es una chica con un pasado misterioso, nacida con el poder de la magia. Su pieza musical es usada en la primera parte del juego, y aparece en la portada del juego en la versión original japonesa, aunque en la versión americana aparece Mog.

## Historia
Terra es la hija del Esper Maduin y de su madre humana Madeline, quien, disgustada con el mundo de los humanos, logró llegar hasta el mundo de los Espers. La herencia de un ser con poderes mágicos es el origen de su poder. Desde el inicio ya posee magias curativas y de fuego. La mayor parte de la confusión que ella siente por sus raíces viene dada por los propios orígenes. Ella no es completamente humana ni tampoco completamente esper, por lo tanto, ella se identifica con ambos grupos, pero ella no pertenece a ninguno. Más tarde Terra encuentra su objetivo en un inocente grupo de chicos quienes no conocen su procedencia. Sirve como la entrada entre el mundo de los espers y el mundo de los humanos.
Terra se unió al Imperio como soldado después de que el Imperio, por medio del mismísimo Emperador Gestahl, atacara el hogar donde convivían los Espers y atrapara a varios, incluido Maduin. Terra pronto se dio cuenta de su enorme potencial, y se dice que en una prueba logró derrotar, en menos de tres minutos, a cincuenta Magitek del Imperio armados hasta los dientes. Al empezar el juego, Terra lleva una corona de esclavitud, suprimiendo su libertad, y haciendo que el Imperio tenga absoluto control sobre ella. Un inesperado encuentro con el Esper congelado en las minas de Narshe (más tarde dándose a conocer como Tritoch), le despojó de la Slave Crown, causándole amnesia.
Terra fue rescatada por los Replicantes, un movimiento de resistencia en contra del Imperio, y al final acaba uniéndose a ellos. Después de aceptar su colaboración con la banda, empieza a darse cuenta del gran poder que posee, más tarde tiene un encuentro con el Esper Tritoch, que activó la mitad Esper oculta de Terra, pero su transformación le aterrorizó tanto, que emprendió el vuelo presa del terror. Sus amigos la siguieron y fueron a parar a la ciudad de Zozo, donde el Esper Lamú afirma que ella no es ni un Esper, ni un humano. Después de la visita a Vector para rescatar más Espers, se desvela que Terra es mitad humana, mitad Esper. Después de esto, Terra se dispuso a abrir el Portón Sellado hacia el mundo de los Espers.
Terra abre con éxito el Portón Sellado, sin embargo, suelta también a un grupo de Espers que destruyen la capital Imperial de Vector. Después de esto, Los Replicantes tienen un banquete con el Emperador Gestahl, quien parece que tiene intenciones de dejar a un lado la guerra. Gastahl le pregunta a Terra si quiere pactar la paz con los Espers, y ella acepta. Sin embargo, más tarde descubren que la tregua era un plan de Kefka y Gestahl para hacerse con más Magicitas, los restos de los Espers muertos, que son muy útiles para lograr un enorme poder mágico.
Terra, después de la caída del Imperio, es encontrada en el Mundo de la Ruina en las ruinas de Mobliz. Los habitantes de la ciudad murieron protegiendo a sus niños, y Terra se ocupa de ellos. Hace tiempo en el juego, Terra tuvo una conversación con el General Leo sobre que ella quería saber lo que es el amor, y hay rumores de que ella encontró ese amor con esos niños. A causa del amor que siente por ellos, defiende a los niños del ataque de Phunbaba, pero las habilidades de lucha de Terra comienzan a flaquear, y rechaza unirse al grupo para seguir la lucha, argumentando que no puede seguir más tiempo luchando. Más adelante, Phunbaba ataca nuevamente el poblado, y Terra suplica a sus amigos que sigan luchando en su lugar. Después, Phunbaba realiza un ataque que causa el abandono de la batalla a dos miembros del grupo, en ese momento, Terra se convierte en Esper. Con su ayuda, Phunbaba es eliminado para siempre. Los niños de Mobliz se aterrorizan al ver a Terra, pero después, la reconocieron como su madre. Después de esto Terra se une al grupo para luchar contra Kefka, para asegurarse de que esos niños puedan vivir en el futuro tiempos de paz.
La destrucción de Kefka al final del juego causa que la magia, junto a los Espers, desaparezcan totalmente del mundo. Esto causa que Terra comience a perder sus poderes. A pesar de ello, la Magicita de su padre Maduin le dice que si su mitad humana es lo bastante fuerte, será capaz de sobrevivir como humana. Terra hace lo posible para conducir el grupo hacia el barco volador y dejarlos seguros y a buen recaudo. Por fin a salvo, y completamente humana, debido al amor que siente por los niños de Mobliz, y especialmente por Katarin, quien dio a luz mientras ella estaba fuera, vuelve al pueblo de Mobliz. También se debería decir que si el jugador no decide elegir a Terra, ella vuelve a la Torre de Kefka para ayudar a escapar a sus compañeros.

## Habilidades

### Trance
Después del encuentro con el Esper Tritoch, Terra descubre sus raíces y su procedencia, y adopta una forma mitad humana, mitad Esper. Después de que sus compañeros le rescataran en Zozo, Terra vuelve con el comando Trance, que aumenta el poder físico, el poder mágico y la defensa mágica al doble. Sin embargo, el comando tiene un tiempo límite en la batalla, pasado ese tiempo Terra volverá a su estado normal.

### Magitek
El comando Magitek de Terra solo está disponible cuando maneja una máquina Magitek', al comienzo de la partida y en el sueño de Cyan (si la eliges para esa misión). Todos los personajes pueden usar este comando si se montan en el Magitek, y pueden usar Rayo Piro, Rayo Electro, Rayo Hielo y Fuerza sanadora, pero Terra, además de las mencionadas, puede usar Bio Ráfaga, Misil, X-Fer, y Confu.

### Magia Natural
Al igual que Celes, Terra puede adquirir por naturaleza determinadas magias sin ayuda de Espers, al subir de nivel:
- Cura Nivel 1
- Piro Nivel 3
- Pura Nivel 6
- Drenaje Nivel 12
- Lázaro Nivel 18
- Piro+ Nivel 22
- Teleporta Nivel 26
- Cura+ Nivel 33
- Esna Nivel 37
- Piro++ Nivel 43
- Cura++ Nivel 49
- Sanctus Nivel 57
- Fusión Nivel 68
- Sismo Nivel 75
- Fulgor Nivel 86
- Artema Nivel 99

## Curiosidades
- En la versión japonesa de Final Fantasy 6, Terra se llama Tina. El nombre se cambió probablemente para añadir exotismo al personaje.
- La otra heroína del juego se llama Celes. En la versión japonesa Terra se llama Tina, si se unen los nombres se forma la palabra Celestina. Hay que notar que ésta es tan solo una coincidencia curiosa y no intencional, ya que la obra de Fernando de Rojas La Celestina no tiene relación con los temas o personajes del juego.
- Terra nació el 18 de octubre.
- Por alguna razón,a Terra le encantan los moguris o moogles.
- Terra era la única protagonista principal de un juego de la saga Final Fantasy, antes de Final Fantasy XIII, donde apareció Lightning como protagonista principal del juego.

- Datos: Q11704342
- Multimedia: Terra Branford / Q11704342